# Калвил ле Декс Еглиз
Калвил ле Декс Еглиз (фр. Calleville-les-Deux-Eglises) насеље је и општина у северној Француској у региону Горња Нормандија, у департману Приморска Сена која припада префектури Дјеп.
По подацима из 2011. године у општини је живело 331 становника, а густина насељености је износила 57,97 становника/km². Општина се простире на површини од 5,71 km². Налази се на средњој надморској висини од 161 метар (максималној 166 m, а минималној 133 m).

## Демографија
| 1962. | 1968. | 1975. | 1982. | 1990. | 1999. | 2011. |
| ----- | ----- | ----- | ----- | ----- | ----- | ----- |
| 171   | 197   | 178   | 285   | 303   | 305   | 331   |

График промене броја становника у току последњих година